# Václav Ušák
Václav Ušák (* 10. srpna 1978) je bývalý český fotbalista.

## Fotbalová kariéra
V české lize hrál za FC Viktoria Plzeň. Nastoupil v 5 ligových utkáních. Ve druhé lize hrál i za FK Hanácká kyselka Přerov.

## Ligová bilance
| Ročník                          | Zápasy | Góly | Klub                      |
| ------------------------------- | ------ | ---- | ------------------------- |
| 1. česká fotbalová liga 1995/96 | 5      | 0    | FC Viktoria Plzeň         |
| 2. česká fotbalová liga 1998/99 | 1      | 0    | FK Hanácká kyselka Přerov |
| CELKEM 1. česká liga            | 5      | 0    |                           |